# Кхеда
Кхеда (гудж. ખેડા) — місто й муніципалітет в індійському штаті Гуджарат. Є адміністративним центром однойменного округу.

## Географія
Місто розташовано за 30 км на південь від Ахмедабада.

## Демографія
Населення міста за даними 2001 року становило 24 034 особи. Основні мови — гуджараті й гінді. Рівень писемності 2001 року становив 70 %.